# Ayas (Vall d'Aosta)
Ayas (arpità Ayâs) és un municipi italià, situat a la regió de Vall d'Aosta. L'any 2007 tenia 1.335 habitants. Limita amb els municipis de Brusson, Chamois, Châtillon, Gressoney-La-Trinité, Gressoney-Saint-Jean, La Magdeleine, Saint-Vincent, Valtournenche i Zermatt (Suïssa).

## Administració

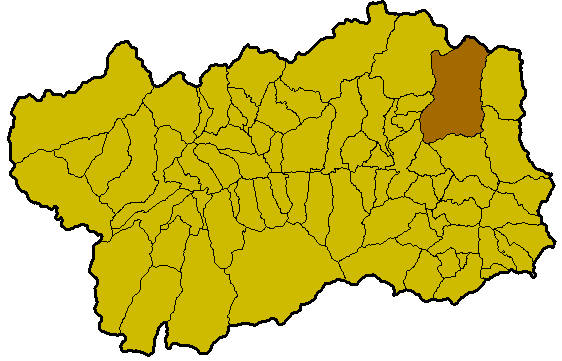
Situació d'Ayas a la Vall

| Període | Identitat      | Partit        |
| ------- | -------------- | ------------- |
| 2005-   | Giorgio Munari | Llista Cívica |